# RUF・CTR3

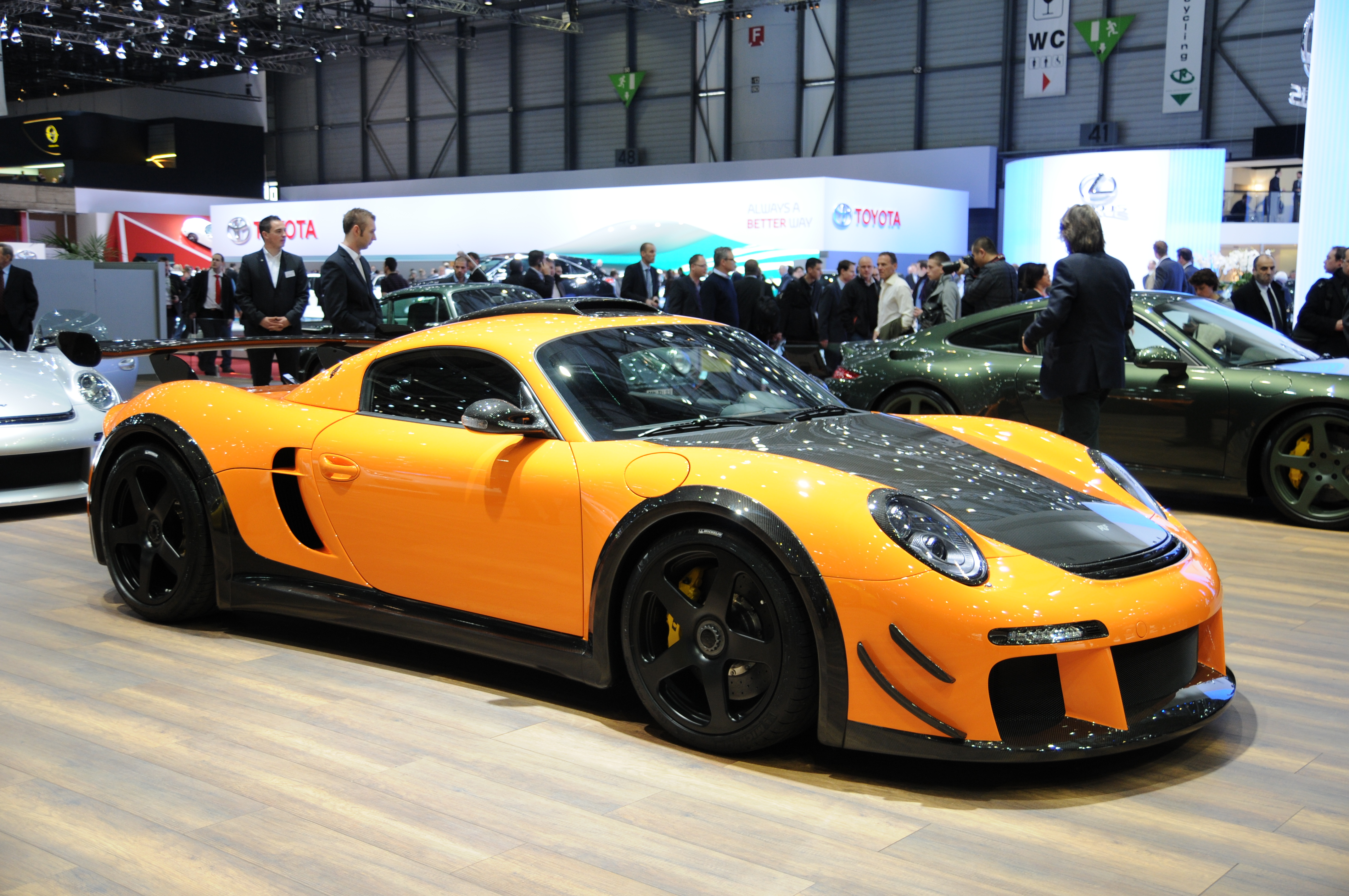
RUF・CTR3 クラブスポーツ

CTR3は、ドイツのRUFオートモービルが独自に開発したスポーツカーである。

## 概要
RUFがそれまで開発してきたCTR、CTR2に次ぐスポーツカー。CTR発売から20年目を迎える2007年4月に、新しいRUF工場があるバーレーンのバーレーン・インターナショナル・サーキットにて披露された。
ベースとなるのはポルシェ・997だが、共用部品はごく一部に留まり、ミッドシップレイアウトを採用するなどシャシおよび車体はRUFオリジナルである。ボディサイズは911より全幅が増加したのを除けばやや小さくなった。
さらに車体に合わせて横置きのギアボックスが新設計され、リアバルクヘッド後方にはミッションとサスペンションを支えるスペースフレームが追加されている。

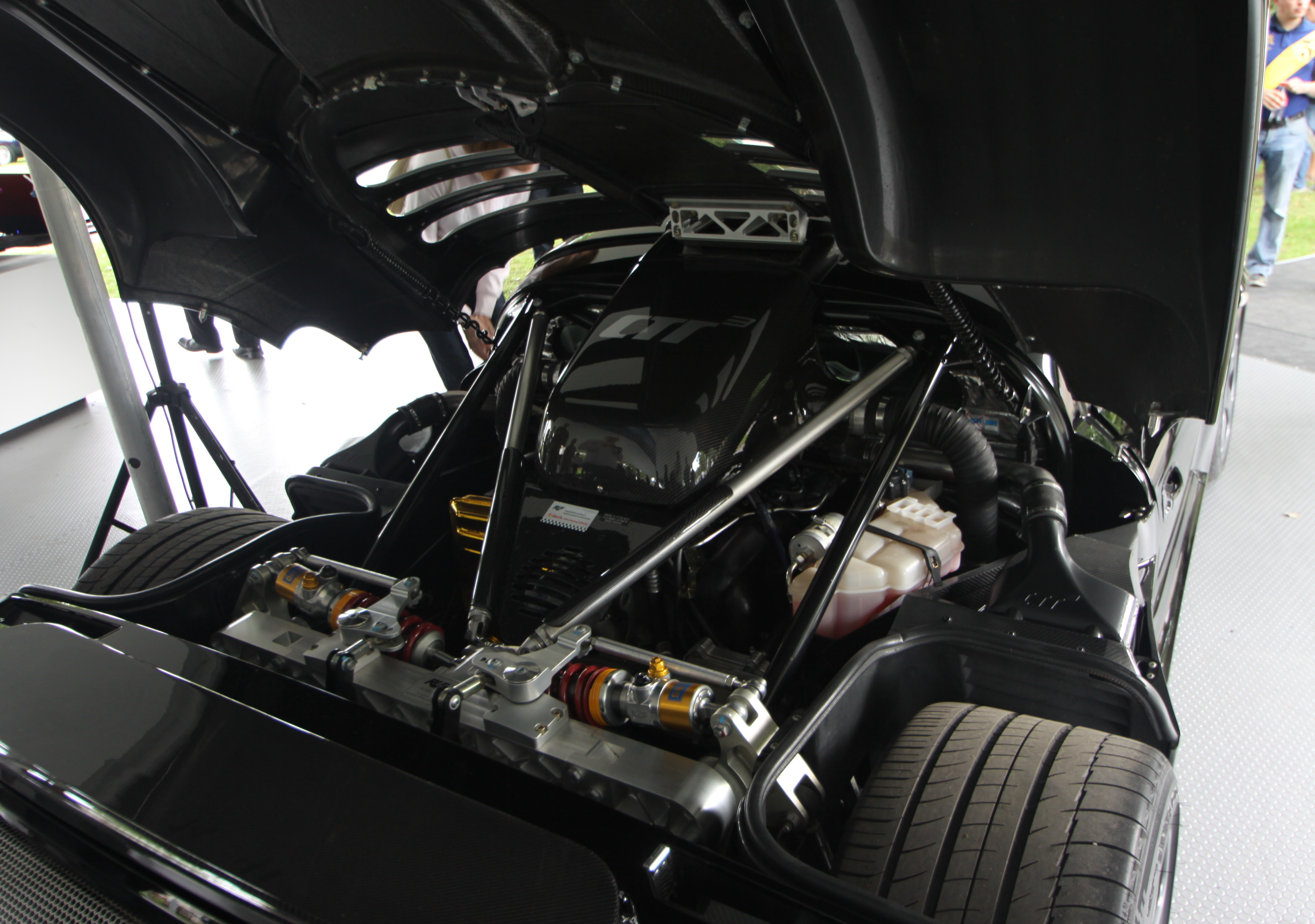
エンジン

エンジンは911に搭載されている3.8L水平対向エンジンとは異なり、独自に開発された3.8Lの水平対向6気筒エンジンにインタークーラー付ツインターボを搭載。700PS/7,000rpm、890N·m/4,000rpmを発生し、最高速度380km/h、0-100km/h加速3.2秒とポルシェ・カレラGTの612PS、0-100km/h加速3.9秒を大きく上回る高性能を発揮する。2011年に改良され、最高出力750PS/7,100rpm，最高速度380km/hとなった。
2013年に行われたマイナーチェンジで、主要コンポーネントの流用元が997型911から991型911に切り替えられた。
日本でもRTCによって販売が行われていた。